# Federico di Sanseverino
Federico di Sanseverino (Nápoles, 1462 - Roma, 7 de agosto de 1516) foi um cardeal do século XVII.

## Primeiros anos
Nasceu em Nápoles em 1462. Dos condes de Calazzo. Filho do conde Roberto di Sanseverino d'Aragona Visconti, general do exército papal, e de sua segunda esposa Elisabetta da Montefeltro. Seu primeiro nome também está listado como Federigo. A família deu à igreja vários cardeais: Guglielmo Sanseverino (1378); Antonio Sanseverino, OSIo.Hieros. (1527); Lucio Sanseverino (1621); e Stanislao Sanseverino (1816).

## Juventude
Clérigo de Milão. Apostólico protonotário. Abade comendador do mosteiro de S. Bartolomeo, Novara. Abade comendador do mosteiro beneditino de S. Lorenzo, Cremona, 29 de outubro de 1479.

## Episcopado
Administrador da Sé de Maizellais, 5 de novembro de 1481; ocupou o cargo até 1508; só foi substituído em 1511. Reitor da igreja de S. Maria in Crescenzago por volta de 1492. Era apaixonado pela caça. Promovido ao cardinalato em consideração aos serviços prestados por seu pai. Administrador da Sé de Novara, 30 de maio de 1505; ocupou o cargo até 24 de outubro de 1511.

## Cardinalato
Criado cardeal diácono no consistório de 9 de março de 1489; sua criação não foi publicada por causa de sua juventude; o papa morreu sem publicá-lo; admitido no Sagrado Colégio dos Cardeais por intervenção do Cardeal Ascanio Sforza, e foi publicado durante a sede vacante em 26 de julho de 1492; recebeu a diaconia de S. Teodoro. Participou do conclave de 1492, que elegeu o Papa Alexandre VI. Legado perante o rei Carlos VIII da França em Siena em novembro de 1494; regressou rapidamente a Roma e foi suspeito do Papa, que o chamou ao Vaticano em 9 de dezembro de 1494; o cardeal compareceu ao consistório realizado no dia seguinte e foi preso junto com o cardeal Bernardino Lunati para assustar os rebeldes de Ostia; foi alojado no andar superior do palácio apostólico; foi libertado em 19 de dezembro e enviado novamente ao rei Carlos VIII da França, a quem acompanhou em sua entrada em Roma no dia 31 de dezembro seguinte. Acompanhou o papa a Orvieto em 27 de maio de 1495 e regressou a Roma com o pontífice em 27 de junho. Nomeado administrador da sé de Terouanne, 8 de fevereiro de 1496; ocupou o cargo até 12 de novembro de 1498. Nomeado administrador da Sé Metropolitana de Viena, 1º de julho de 1497; renunciou ao cargo em favor de seu sobrinho Alessandro em 26 de janeiro de 1515. Em 9 de janeiro de 1499, leu no consistório uma carta em francês do rei Luís XII da França datada de 20 de dezembro de 1498 em Chinon; no dia 22 de maio seguinte, leu outra carta datada de 13 de maio em Blois. Em 6 de julho de 1499, ele renunciou ao cargocomenda do mosteiro de S. Vittore em Milão. Em 3 de agosto de 1499, partiu, com autorização do papa, para Milão para se juntar ao cardeal Ascanio Sforza. Participou do primeiro conclave de 1503 , que elegeu o Papa Pio III. Participou do segundo conclave de 1503 , que elegeu o Papa Júlio II. Nomeado legado na Província do Patrimônio, em 24 de maio de 1504. Nomeado administrador da Sé de Novara, em 30 de maio de 1505; ocupou o cargo até sua deposição. Optou pela diaconia de S. Ângelo em Pescheria, 1º de maio de 1510; manteve em comenda a diaconia de S. Teodoro até 17 de maio de 1511. Juntou-se aos opositores ao papa, que o ameaçou em junho de 1510 com encarceramento no Castello Sant'Angelo. Em outubro de 1510, refugiou-se, com outros quatro cardeais, no acampamento do exército francês e foi para Milão. Foi um dos signatários do documento de 16 de maio de 1511 que convocava um concílio em Pisa em 1º de setembro. No consistório de 24 de outubro de 1511, o papa o ameaçou de excomunhão caso não se submetesse; ele não compareceu ao cismático Concílio de Pisa, mas persistiu em sua rebelião contra o papa e foi privado do cardinalato e de seus benefícios no consistório de 30 de janeiro de 1512. Ele estava com o exército francês em sua vitória em Ravenna, no dia de Páscoa. 11 de abril de 1512; Gaston de Foix, seu chefe, foi morto em batalha; o cardeal se tornaria governador dos Estados Papais de acordo com o plano do rei Luís XII da França, que queria destronar o Papa Júlio II; o plano falhou. Com a morte do papa,conclave de 1513, que elegeu o Papa Leão X. Pouco depois da eleição do novo Papa Leão X, o cardeal foi preso em Florença por ordem do papa, que prometeu o seu perdão caso se arrependesse. Em 17 de junho de 1513, condenou o concílio cismático e submeteu-se à autoridade papal; a declaração foi lida numa sessão do Quinto Concílio de Letran; chegou ao Vaticano no dia 27 de junho, junto com o cardeal Bernardino López de Carvajal, para participar de um consistório secreto; leu a fórmula retratando suas ações e foi absolvido pelo papa e restaurado ao Sagrado Colégio dos Cardeais com sua diaconia de S. Ângelo em Pescheria; como penitência teve que jejuar durante um mês; ele gradualmente recuperou seus antigos benefícios. Cardeal protodiácono depois de junho de 1513. Nomeado protetor da França, negociou com o papa em 6 de outubro de 1513, o texto de uma declaração a ser assinada pelo rei Luís XII da França; foi aprovado em 26 de outubro e autorizado a submeter ao papa um pedido de arbitragem. Transferido da diaconia de S. Angelo em Pescheria antes de 24 de março de 1514, quando a diaconia foi atribuída ao cardeal Matthäus Lang von Wallenberg; possivelmente optou pela diaconia de S. Teodoro, que ocupou até a sua morte. Em 25 de junho de 1515, foi chamado pelo Papa Leão X porque parecia que um de seus servos havia matado um guarda papal; ele foi preso e enviado para quando a diaconia foi atribuída ao cardeal Matthäus Lang von Wallenberg; possivelmente optou pela diaconia de S. Teodoro, que ocupou até a sua morte. Em 25 de junho de 1515, foi chamado pelo Papa Leão X porque parecia que um de seus servos havia matado um guarda papal; ele foi preso e enviado para quando a diaconia foi atribuída ao cardeal Matthäus Lang von Wallenberg; possivelmente optou pela diaconia de S. Teodoro, que ocupou até a sua morte. Em 25 de junho de 1515, foi chamado pelo Papa Leão X porque parecia que um de seus servos havia matado um guarda papal; ele foi preso e enviado paraCastelo Sant’Angelo ; ele foi libertado no dia seguinte depois que o papa explicou o caso no consistório e o cardeal provou que ele era inocente. Em novembro de 1515, o papa enviou-o perante o rei Francisco I da França, que estava em Parma; o rei recebeu-o no dia 10 de dezembro na ponte de Reno, a três horas de Bolonha; ele entrou na cidade no dia seguinte, seguido pelo rei.
Morreu em Roma em 7 de agosto de 1516. Sepultado na igreja de S. Maria in Aracoeli, Roma, sem memorial.